# Breda M30
De Breda M30 was de standaard lichte mitrailleur van het Koninklijk Italiaanse Leger tussen 1930 en 1945. De volledige naam van het wapen is Fucile Mitragliatore Breda Modello 30, wat Geweermitrailleur Breda Model 30 betekent.

## Geschiedenis
De Breda M30 komt voort uit het Model 29, een wapen dat zelf een doorontwikkelde Model 1924 is. Het Model 24 kon enkel van een affuit vuren, terwijl het Model 29 vanaf een tweepoot werd gevuurd. Het Model 30 verschilde van het Model 29 wat betreft de pistoolgreep: deze was van hout in plaats van metaal, en was enigszins naar achteren gekanteld.
De ontwerper van het Model 30 is niet bekend, maar het hoofd van de technische afdeling van de Breda fabriek, Sestilio Fiorini, is naar alle waarschijnlijkheid betrokken geweest bij het ontwikkelen van dit wapen.

## In Italiaanse dienst
Een Italiaanse tirailleurgroep bestond in 1942 uit 18 man: een commandant, vervangend commandant, twee mitrailleurploegen en een tirailleurploeg. De mitrailleurploeg bestond uit een ploegscommandant, een schutter en twee munitiedragers. Vaak was er maar één munitiedrager aanwezig.
De uitrusting bestond uit een Breda M30, een kist met reserve-onderdelen, twee reservelopen, en een munitiekist met vijftien 20-schots strips. De schutter was ter zelfverdediging met een pistool of revolver uitgerust, terwijl de commandant en munitiedrager(s) een Carcano-geweer dan wel karabijn hadden.
Het wapen was bijzonder storingsgevoelig. Dit kwam omdat elke patroon voor het kameren geolied werd. Onder normale omstandigheden was dit geen probleem, maar in de woestijnen van Noord-Afrika leidde dit tot talloze storingen.
Het magazijn was een ander zwaktepunt van de Breda M30. Het laden geschiedde met patroonstrips die in het vaste magazijn werden ingebracht, terwijl andere ontwerpen een uitneembaar magazijn hadden (Bren, M1918A2 BAR) of met een band werden gevoed (MG34, MG42). Als dit vaste magazijn beschadigd raakte, kon het wapen niet meer functioneren, terwijl bij andere mitrailleurs het magazijn verwisseld kon worden.

## In Nederlandse dienst
In 1941 wist het KNIL een partij van vermoedelijk 200 Breda M30 mitrailleurs te bemachtigen. Deze wapens waren door de Engelsen in 1941 buitgemaakt, en deze werden hetzelfde jaar nog naar Nederlands-Indië verstuurd. Het wapen liet te wensen over, maar de behoefte aan wapens was te groot om deze automatische wapens te weigeren.